# Tsqneti
Tsqneti (georgiska: წყნეთი) är en daba (stadsliknande ort) i Georgien. Den ligger i den västra delen av huvudstaden Tbilisis distrikt, i Vake rajon (ვაკის რაიონი). Tsqneti ligger 947 meter över havet och antalet invånare var 7 166 år 2014.